# Klaus-Dieter Seehaus
Klaus-Dieter Seehaus (* 6. Oktober 1942 in Hagen/Westfalen; † 10. Februar 1996 in Rostock) war ein deutscher Fußballspieler. In der höchsten Spielklasse des DDR-Fußballs, der Oberliga, spielte er für F.C. Hansa Rostock und dessen Vorgänger SC Empor.

## Sportliche Laufbahn

### Gemeinschafts- und Clubstationen
Seehaus wuchs im westmecklenburgischen Schönberg auf und begann dort seine fußballerische Laufbahn 1955 bei der unterklassigen SG Dynamo. Bereits mit 17 Jahren und einer abgeschlossenen Dreherausbildung kam er zum damaligen Sportclub Empor Rostock, dem Vorgänger des im Dezember 1965 ausgegründeten Dezember Fußballclubs Hansa Rostock. Dort spielte er zunächst noch ein Jahr in der Juniorenmannschaft und wurde dann in der Reservemannschaft des SC Empor eingesetzt.
Er absolvierte am 16. September 1961, als Einwechselspieler bei 3:0-Auswärtssieg gegen den SC Einheit Dresden, sein erstes Oberligaspiel. Es bleibt sein einziger Einsatz in der Saison 1961/62. Im Spieljahr 1962/63 entwickelte er sich zum Stammspieler in der Empor-Erstligaelf und löste dabei den routinierten Mittelfeldspieler Heinz Minuth ab. Mit Herbert Pankau bildete er in den nächsten Jahren die Mittelfeldachse der Rostocker. Zu dieser Zeit hatten die Rostocker Fußballer ihre „silberne Serie“, in der sie innerhalb von sieben Jahren viermal Vizemeister in der ostdeutschen Elitespielklasse wurden und zweimal im Finale des DDR-Pokalwettbewerbs standen. Er bestritt mit Hansa acht Spiele im Europapokal, in den Spielzeiten 1968/69 und 1969/70 immer im Messe-Cup. Dort gelangen jeweils Heimsiege über OGC Nizza, den AC Florenz, Panionios Athen und Inter Mailand gelangen, scheiterten die Rostocker aber beide Male in Runde 2 an den italienischen Spitzenmannschaften. Seehaus bestritt für die Rostocker 261 Oberligaspiele, in denen er vier Tore erzielte. Er ist damit in der Einsatzrangliste für den Club von der Küste der Spieler mit den drittmeisten Partien im ostdeutschen Oberhaus.

### Auswahleinsätze
Seine guten Leistungen im Club verhalfen Seehaus auch zu einer internationalen Karriere. Bereits mit 22 Jahren spielte er am 17. Dezember 1963 zum ersten Mal in der DDR-A-Nationalmannschaft, die in Rangoon das damalige Burma mit 5:1 besiegte.
Beim olympischen Turnier 1964 war er Mitglied der DDR-Olympiaauswahl, die bei den Spielen in Tokio die Bronzemedaille gewann und kadertechnisch mit der A-Elf identisch war, sodass einige Spiele statistisch von Nachschlagewerken für beide Teams gewertet wurden. Zwischen 1964 und 1968 wurde er außerdem in sechs Spielen der DDR-Nachwuchsauswahl eingesetzt. Hinzukommen im Jahr 1967 zwei Einsätze in der DDR-B-Nationalelf. Sein 10. und letztes A-Länderspiel bestritt Seehaus am 22. November 1969 bei der 0:3-Niederlage der Nationalelf im WM-Qualifikationsspiel gegen Italien vor 90.000 Zuschauern in Neapel.

## Weiterer Werdegang
Nach Beendigung seiner aktiven Laufbahn war Seehaus von 1974 bis 1979 Trainer bei der zweitklassigen BSG Schifffahrt/Hafen Rostock, wo im ersten Jahr auch noch sein ehemaliger Klubkamerad Herbert Pankau spielte. Anschließend arbeitete er als Ingenieur-Ökonom bei der Seereederei Rostock und im Rostocker Dienstleistungskombinat. Nach der politischen Wende von 1989 wurde Seehaus arbeitslos und später alkoholkrank. Er starb 1996 53-jährig in Rostock.